# Билихилда
Билихилда или Билихилдис (Bilichildis, Bilichilde, Blichilde; † 608 или 610 г.) е кралица на франките през 7 век. Тя е първата съпруга на краля на франките Теодеберт II от династията Меровинги.

## Живот
Тя е дъщеря на Ансберт, майордом на Неустрия.
Билихилда се омъжва през 600 г. за Теодеберт II (упр. 596 – 612 г.). Тяхната резиденция е в Мец в Австразия. През юли 604 г. Теодеберт сгодява дъщеря си за двегодишния Адалоалд, крал на лангобардите.
Теодеберт II лично убива Билихилда през 608 или 610 г. и същата година се жени за Теодехилда.

## Деца
Билихилда и Теодеберт II имат три деца:
- дъщеря, спомената 604 г.
- Емма, омъжена за Едбалд, крал на Кент
- Хлотар